# 交響曲第38番 (モーツァルト)
交響曲第38番 ニ長調 K. 504 は、ヴォルフガング・アマデウス・モーツァルトが作曲した交響曲。『プラハ』というニックネームを持つ。1787年1月19日にプラハにて初演された。
- 基本資料の所在：ヤゲウォ大学図書館（自筆総譜）
- 出版：〔初版〕ロンドン、チャンケッティーニ&スペラーティ社、1800年頃（総譜）。〔全集〕新モーツァルト全集第4篇、第11作品群、第8巻。

## 作曲の経緯
1786年12月、プラハでのオペラ『フィガロの結婚』（K. 492）の上演が大成功を収めたことにより、モーツァルトはプラハから招待を受けた。1787年1月22日、モーツァルトはプラハで自ら『フィガロの結婚』を指揮したが、この交響曲はそれに先立って初演されたものである。
モーツァルト自身の作品目録によれば、この交響曲の完成は1786年12月6日で、プラハ旅行の少し前である。このため、作曲の目的はプラハでの演奏ではなく、1786年から1787年の冬のウィーンでの演奏会のためではないかと見られている。ただし、ウィーンでの演奏の記録は残されていない。

## 楽器編成
- フルート2
- オーボエ2
- ファゴット2
- ホルン2
- トランペット2
- ティンパニ
- 弦5部

## 曲の構成
この交響曲は3楽章からなり、メヌエット楽章を欠いているが、その理由は不明である。アラン・タイソンによる自筆譜の研究では、第3楽章の執筆時期は1786年のはじめとされる。タイソンは、同じニ長調で3楽章構成の『第31番 ニ長調《パリ》』（K. 297）のフィナーレを差し替えるために第3楽章を作曲し、のちに第1、2楽章も新たに書いたのではないかと推測している。
- 第1楽章 アダージョ - アレグロ
ニ長調、4分の4拍子、序奏つきソナタ形式。
お使いのブラウザーでは、音声再生がサポートされていません。音声ファイルをダウンロードをお試しください。
アダージョによる導入部から始まる。
お使いのブラウザーでは、音声再生がサポートされていません。音声ファイルをダウンロードをお試しください。
D音のシンコペーションがやがて8分音符の快活な連打となり、そこから第1主題が流れ出る様は非常に印象的である（また、この第1主題の対旋律は、『フィガロの結婚』の有名なアリア「もう飛ぶまいぞこの蝶々」からとられており、第2主題が短調を経た後に同じく『フィガロの結婚』より、スザンナのアリア「膝をついて」が現れる）。
再現部は展開部の流れを受けて、第1主題が提示部における発展順序と一部入れ替わっているため、再現部と展開部とが相互浸透的になっている。

- 第2楽章 アンダンテ
ト長調、8分の6拍子、ソナタ形式。
お使いのブラウザーでは、音声再生がサポートされていません。音声ファイルをダウンロードをお試しください。

- 第3楽章 フィナーレ：プレスト
ニ長調、4分の2拍子、ロンドソナタ形式。
お使いのブラウザーでは、音声再生がサポートされていません。音声ファイルをダウンロードをお試しください。
第1主題の旋律は『フィガロの結婚』第2幕のスザンナとケルビーノの二重唱「早く開けて」に似る。